# Анашенский сельсовет
Ана́шенский сельсовет — муниципальное образование (сельское поселение) в Новосёловском районе Красноярского края. Административный центр — посёлок Анаш.

## География
Анашенский сельсовет находится южнее районного центра. Удалённость административного центра сельсовета — посёлка Анаш от районного центра — села Новосёлово составляет 23 км.

## История
Анашенский сельсовет наделён статусом сельского поселения в 2005 году.

## Население
| 2010 | 2012  | 2013  | 2014  | 2015  | 2016  | 2017  |
| ---- | ----- | ----- | ----- | ----- | ----- | ----- |
| 1488 | ↗1491 | ↘1436 | ↘1392 | ↘1339 | ↗1358 | ↘1321 |

Гендерный состав
По данным Всероссийской переписи населения 2010 года 723 мужчины и 765 женщин из 1488 чел.

## Состав сельского поселения
| № | Населённый пункт | Тип населённого пункта          | Население |
| - | ---------------- | ------------------------------- | --------- |
| 1 | Анаш             | посёлок, административный центр | 994       |
| 2 | Зеленоборск      | посёлок                         | 13        |
| 3 | Куллог           | деревня                         | 149       |
| 4 | Приморский       | посёлок                         | 31        |
| 5 | Табажак          | посёлок                         | 103       |
| 6 | Тальцы           | посёлок                         | 91        |
| 7 | Тесь             | посёлок                         | 107       |